# 深田康算
深田 康算（ふかだ やすかず、1878年（明治11年）10月19日 - 1928年（昭和3年）11月12日）は、日本の美学者。京都帝国大学教授。山形県生まれ。父は旧会津藩士深田康守で、その長男。大塚保治とともに日本における美学研究の先駆者となる。中井正一は門下生で、深田の死後その全集の編纂を行った。

## 略歴
- 1896年6月 - 高等師範学校附属尋常中学校（現：筑波大学附属中学校・高等学校）卒業

- 1889年 - 第二高等学校文科卒業[4]
- 1902年 - 東京帝国大学文科大学哲学科卒業 ケーベルに師事
- 1903年から明治大学高等予科で教鞭を執る[2]
- 1907年 - ドイツ、フランスに留学
- 1910年11月 - 帰国、京都帝国大学文科大学哲学科教授（美学美術史学講座） この年、京都帝大総長（菊池大麓）の推薦で文学博士となる[5]。
- 1919年2月 - 京都帝国大学文学部哲学科教授（美学美術史学講座）
- 1928年 - 腹膜炎のため死去[6]。

## 著書
- 『深田康算全集』岩波書店（全4巻）1930-31
- 『美しき魂』弘文堂 アテネ文庫 1948
- 『藝術に就いて』岩波書店 1948
- 『ロダン』弘文堂 アテネ文庫 1949
- 『美と芸術の理論』白凰社 1971
- 『深田康算全集』玉川大学出版部（全3巻）1972-73

## 翻訳
- ケーベル博士小品集 久保勉共訳 岩波書店 1919